# Кубок Словаччини з футболу 1997—1998
Кубок Словаччини з футболу 1997–1998 — 5-й розіграш кубкового футбольного турніру в Словаччині. Титул вперше здобув Спартак (Трнава).

## Календар
| Раунд            | Дата                    | Матчі | Клуби   |
| ---------------- | ----------------------- | ----- | ------- |
| Попередній раунд | 29 липня/19 серпня 1997 | 12    | 38 → 32 |
| 1/16 фіналу      | 28-29 жовтня 1997       | 16    | 32 → 16 |
| 1/8 фіналу       | 11-12 листопада 1997    | 8     | 16 → 8  |
| 1/4 фіналу       | 17-18 березня 1998      | 4     | 8 → 4   |
| 1/2 фіналу       | 7/28 квітня 1998        | 4     | 4 → 2   |
| Фінал            | 7 червня 1998           | 1     | 2 → 1   |

## 1/16 фіналу
| Команда 1                        | Рахунок      | Команда 2                   |
| -------------------------------- | ------------ | --------------------------- |
| 28 жовтня 1997                   |              |                             |
| Слован Дусло (Шаля) (2)          | 0:2          | Петрімекс (Прєвідза)        |
| Стіл Транс (Личартовце) (2)      | 3:0          | Тауріс (Рімавска Собота)    |
| Тесла (Стропков) (2)             | 0:3          | Татран (Пряшів)             |
| 29 жовтня 1997                   |              |                             |
| Коба (Сенець) (2)                | 2:1          | Слован (Братислава)         |
| Матадорфікс (Братислава) (2)     | 0:5          | Інтер (Братислава)          |
| Девін (2)                        | 0:2          | Спартак (Трнава)            |
| Нітра (2)                        | 2:1          | Жиліна                      |
| Кераметал (Дубниця) (2)          | 0:0 пен. 5:3 | Артмедія                    |
| Слован (Левіце) (2)              | 1:7          | Оцета Дукла Тренчин         |
| П'єштяни (2)                     | 3:0          | ДАК 1904 (Дунайська Стреда) |
| Зволен (2)                       | 1:3          | Дукла                       |
| Словмаг (Єлшава) (2)             | 0:1          | Кошице                      |
| Букоцел (Вранов-над-Топльоу) (2) | 0:0 пен. 5:3 | Гуменне                     |
| Славой (Требишов) (2)            | 0:2          | Локомотив (Кошице)          |
| Матадор (Пухов) (2)              | 1:0          | Ружомберок                  |
| Новаки (2)                       | 1:2          | Бардіїв                     |

## 1/8 фіналу
| Команда 1                   | Рахунок      | Команда 2                        |
| --------------------------- | ------------ | -------------------------------- |
| 11 листопада 1997           |              |                                  |
| Дукла                       | 2:2 пен. 5:4 | Оцета Дукла Тренчин              |
| П'єштяни (2)                | 0:2          | Петрімекс (Прєвідза)             |
| Матадор (Пухов) (2)         | 1:4          | Татран (Пряшів)                  |
| Локомотив (Кошице)          | 8:0          | Букоцел (Вранов-над-Топльоу) (2) |
| Спартак (Трнава)            | 1:0          | Коба (Сенець) (2)                |
| 12 листопада 1997           |              |                                  |
| Кераметал (Дубниця) (2)     | 1:5          | Бардіїв                          |
| Стіл Транс (Личартовце) (2) | 1:2          | Інтер (Братислава)               |
| Кошице                      | 3:2          | Нітра (2)                        |

## 1/4 фіналу
| Команда 1          | Рахунок      | Команда 2            |
| ------------------ | ------------ | -------------------- |
| 17 березня 1998    |              |                      |
| Бардіїв            | 0:2          | Спартак (Трнава)     |
| Кошице             | 5:1          | Петрімекс (Прєвідза) |
| 18 березня 1998    |              |                      |
| Локомотив (Кошице) | 1:0          | Татран (Пряшів)      |
| Дукла              | 0:0 пен. 6:7 | Інтер (Братислава)   |

## 1/2 фіналу
| Команда 1        | Заг. | Команда 2          | 1-й матч | 2-й матч |
| ---------------- | ---- | ------------------ | -------- | -------- |
| 7/28 квітня 1998 |      |                    |          |          |
| Кошице           | 4:3  | Локомотив (Кошице) | 3:0      | 1:3      |
| Спартак (Трнава) | 2:1  | Інтер (Братислава) | 1:0      | 1:1      |

## Фінал
| 7 червня 1998 |

| Спартак (Трнава)        | 2:0      | Кошице |
| ----------------------- | -------- | ------ |
| Тіттел 17' Форманко 89' | Протокол |        |

| Стадіон «ШК Інтер Дубравка», Братислава Глядачів: 7 800 Арбітр: Ян Фашунг |